# The Best Instrumentals Vol. 2
The Best Instrumentals Vol. 2 je kompilacijski album skupine Santana, ki je izšel leta 1999. Album vsebuje nekatere najboljše instrumentalne skladbe skupine Santana ter tudi nekatere vokalne skladbe (»Oye Como Va«, »Jingo«).

## Seznam skladb
| Št.             | Naslov                         | Pisec                                                                | Z albuma                 | Dolžina |
| --------------- | ------------------------------ | -------------------------------------------------------------------- | ------------------------ | ------- |
| 1.              | „Touchdown Raiders‟            | Carlos Santana                                                       | Beyond Appearances, 1985 | 3:05    |
| 2.              | „Verão Vermelho‟               | Nonato Buzar                                                         | Festival, 1977           | 4:56    |
| 3.              | „Revelations‟                  | Tom Coster, Santana                                                  | Festival, 1977           | 3:18    |
| 4.              | „Runnin'‟                      | David Margen                                                         | Marathon, 1979           | 1:36    |
| 5.              | „Primera Invasion‟             | Graham Lear, Margen, Alan Pasqua, Santana                            | Zebop!, 1981             | 2:09    |
| 6.              | „Hannibal‟                     | Alex Ligertwood, Pasqua, Raul Rékow, Santana                         | Zebop!                   | 3:40    |
| 7.              | „Samba de Sausalito‟           | José Areas                                                           | Welcome, 1973            | 3:08    |
| 8.              | „Free Angela‟                  | Bayete                                                               | Lotus, 1974              | 4:15    |
| 9.              | „Oye Como Va‟                  | Tito Puente                                                          | Abraxas, 1970            | 4:15    |
| 10.             | „Singing Winds, Crying Beasts‟ | Mike Carabello                                                       | Abraxas                  | 4:50    |
| 11.             | „Jingo‟                        | Babatunde Olatunji                                                   | Santana, 1969            | 4:19    |
| 12.             | „Toussaint L'Overture‟         | Areas, David Brown, Carabello, Gregg Rolie, Santana, Michael Shrieve | Santana III, 1971        | 5:54    |
| 13.             | „Batuka‟                       | Areas, Brown, Carabello, Rolie, Shrieve                              | Santana III              | 3:36    |
| 14.             | „Jungle Strut‟ (Gene Ammons)   |                                                                      | Santana III              | 5:20    |
| Skupna dolžina: | Skupna dolžina:                | Skupna dolžina:                                                      | Skupna dolžina:          | 55:51   |